# Mãe preta
Mãe preta é uma escultura de bronze, que retrata uma mulher negra amamentando uma criança branca, localizada no Largo do Paiçandu, no Centro Histórico de São Paulo. A obra foi produzida por Júlio Guerra e data de 23 de janeiro 1955.
A representação na escultura remete à ama de leite. Até 2021, era a única escultura de uma mulher negra na cidade de São Paulo e se tornou um ponto marcante para atos políticos e culturais do movimento negro.

## Reconhecimento
A escultura foi produzida no contexto das celebrações do Quarto Centenário, sendo a vencedora de uma competição para a produção de obras públicas em São Paulo.
A escultura foi tombada pelo CONPRESP em 2004.

## Controvérsia

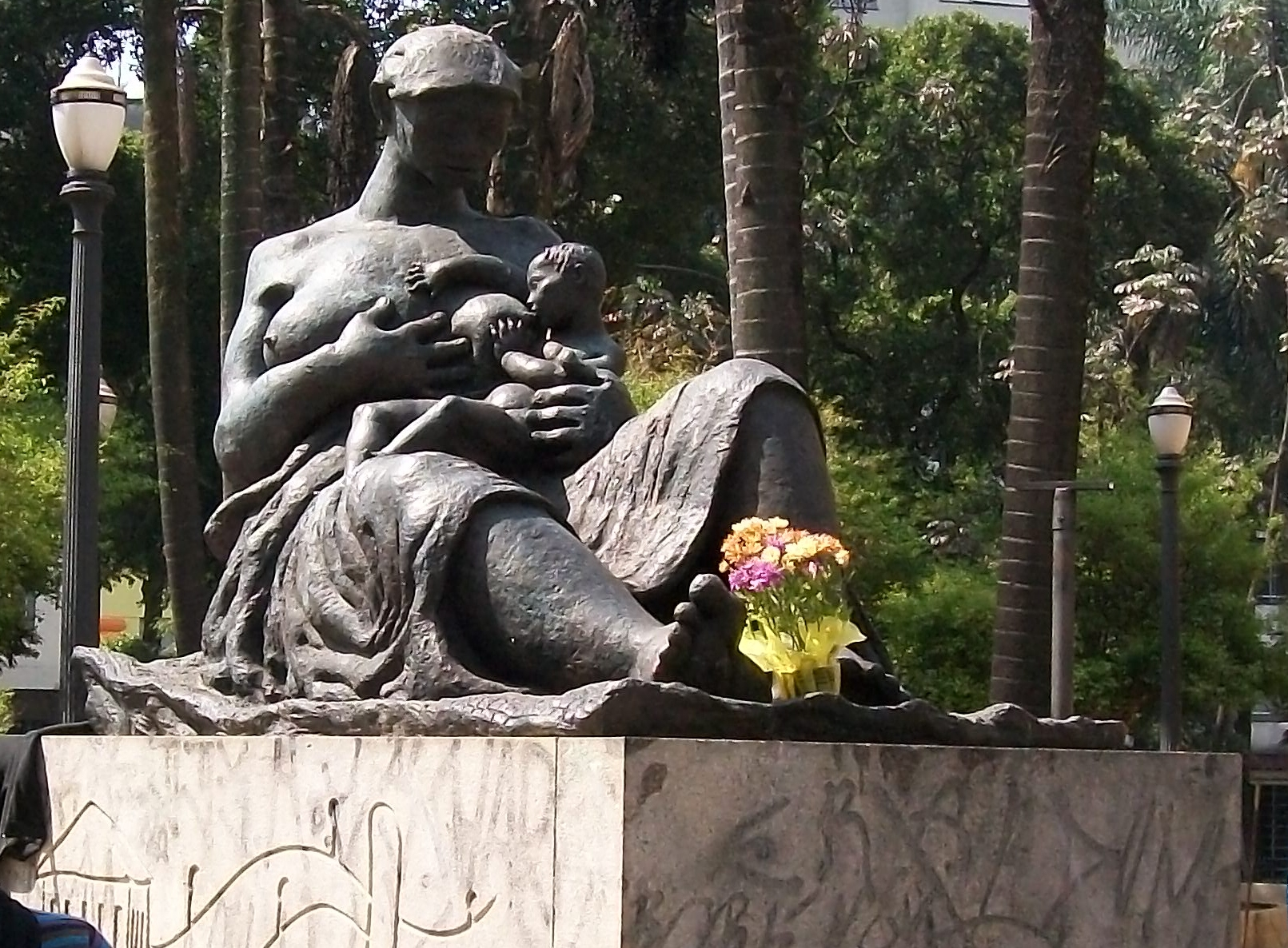
Vista frontal da escultura.

O estilo moderno da escultura despertou críticas, em especial do movimento negro, pois há um exagero na proporção de pés e mãos em comparação com o resto do corpo, especialmente a cabeça, diminuta. Foi portanto criticada como uma representação da mulher negra na perspectiva da elite branca.